# Beltrami (Minnesota)
Beltrami – miasto w Stanach Zjednoczonych, w stanie Minnesota, w hrabstwie Polk.